# Нецеевский, Анатолий Брониславович
Нецее́вский Анатолий Брониславович (29 мая 1940 — 13 декабря 2016) — советский и российский ученый-гидроэнергетик, рационализатор, специалист в области выявления и устранения дефектов гидроагрегатов. Заведующий Сектором электромеханических исследований гидрогенераторов отдела синхронных генераторов и технической диагностики электрических машин ОАО «ВНИИЭ».

## Биография
Родился в 1940 году в г. Тбилиси в семье инженеров. Окончил Грузинский политехнический институт. В 1972 году поступил на работу во ВНИИЭ, где прошел путь от инженера до заведующего сектором. В 1977 году успешно защитил кандидатскую диссертацию.
Нецеевский А. Б. проводил тепловые испытания (Верхнетуломской ГЭС, Княжегубской ГЭС, Нива ГЭС-2 и Каскад Серебрянских ГЭС), диагностику, техническую оценку генераторов ГЭС. Также разрабатывал новые методы и средства технической диагностики турбо- и гидрогенераторов. В частности, предложил способ анализа спектра индукции в гидрогенераторе при различных видах и степени асимметрии магнитного поля, обусловленной искажением формы ротора и асимметрией намагничивающих сил полюсов. На практике этот способ может быть использован для контроля уровня низкочастотных вибраций сердечника статора гидрогенераторов.
24 марта 1977 года выступил с докладом «Причины возникновения повышенных магнитных вибраций гидрогенераторов с оборотными частотами и способы их устранения» на ВДНХ.
Соавтор книги «Обнаружение дефектов гидрогенераторов» (1985) под редакцией Л. Г. Мамиконянца и Ю. М. Элькинда.
Автор изобретения «Устройства для контроля изменения воздушного зазора синхронной электрической машины» (1989).
В 1995 году Анатолий Брониславович подготовил методические указания для РАО «ЕЭС России» «По оценке технического состояния гидрогенератора, его систем и узлов» (совместно с Ананянцом С. С., Кислицким Б. В. и Мамиконянцем Б. В.) и «По проведению осмотров гидрогенераторов» (совместно с Самородовым Ю. Н.)
Работал над составлением СТО 17330282.27.140.001-2006 «Методики оценки технического состояния основного оборудования гидроэлектростанций» и над заменившим его СТО 70238424.27.140.001-2011 «Гидроэлектростанции. Методики оценки технического состояния основного оборудования».
За все время работы, Нецеевским А. Б. было написано более 100 статей. Его статьи опубликованы в журналах «Электрические станции», «Энергия единой сети», «Электричество», «Гидротехническое строительство», «Энергетика и электрификация», газете «Известия Электротока» и ряде других научно-производственных изданий. Его тематические исследования размещены в Сборнике трудов ВНИИЭ.
С 2002 года за добросовестный многолетний труд Анатолию Брониславовичу было присвоено звание «Ветеран труда».

## Награды
- Медаль «В память 850-летия Москвы»
- Нагрудный знак «Заслуженный работник ЕЭС России»
- Почетная грамота ЕЭС России «За заслуги в развитии единой энергетической системы России»